# Nagele

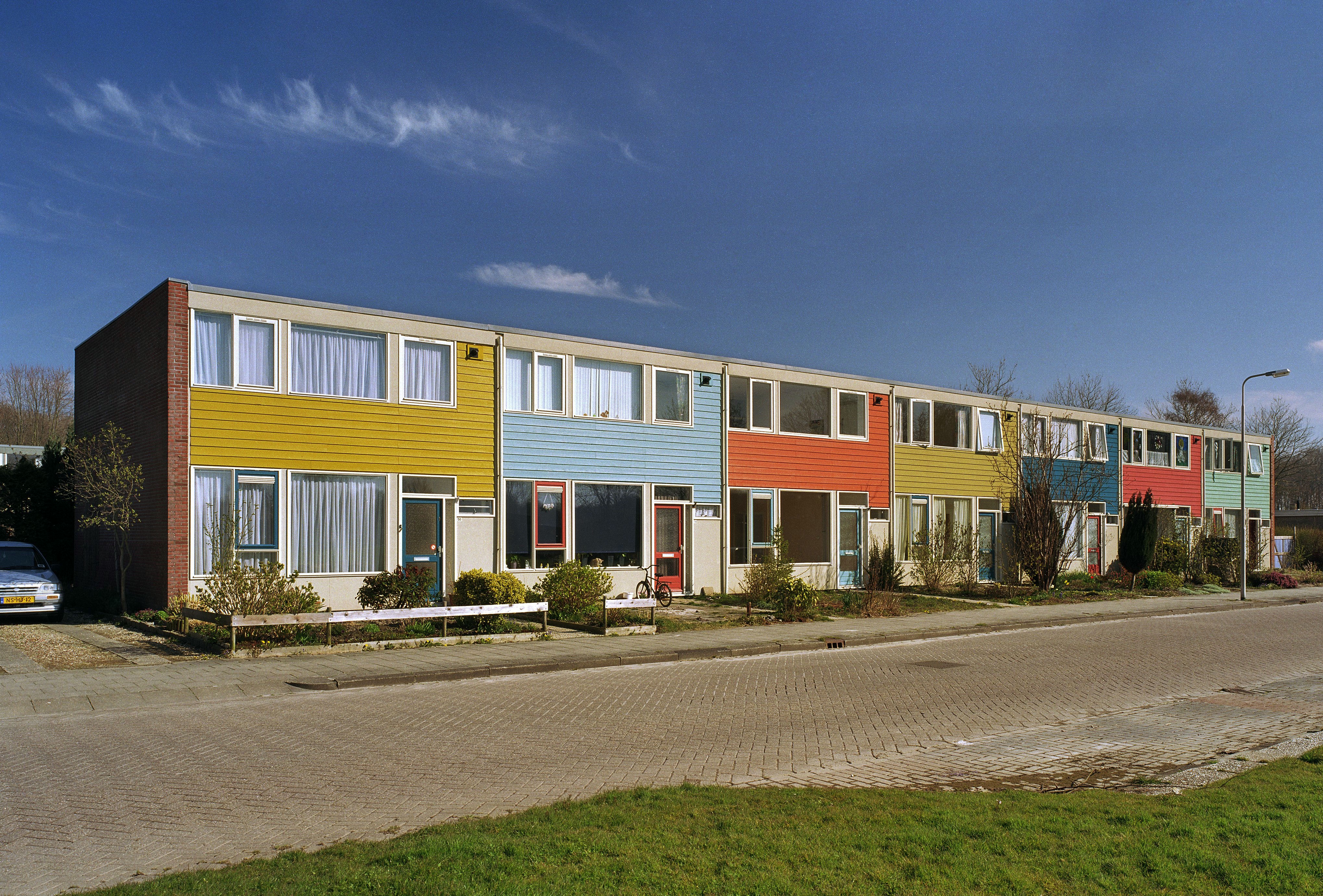
Edifici moderni a Nagele

Nagele è una località di circa 1.900 abitanti  del nord dei Paesi Bassi, facente parte della provincia del Flevoland e situato nel Noordoostpolder. Villaggio di moderna concezione (realizzato nel secondo dopoguerra), fa parte, dal punto amministrativo, del comune di Noordoostpolder.

## Geografia fisica

### Collocazione
Nagele si trova nella parte settentrionale del Flevoland e, più precisamente, nella parte meridionale del Noordoostpolder ed è situata a pochi chilometri dalla costa che si affaccia sul Ketelmeer , tra i villaggi di Urk ed Ems (rispettivamente ad est della prima e ad ovest della seconda) e a circa 8 km a sud di Emmeloord.

## Storia
Il villaggio di Nagele sorse dopo il prosciugamento del Noordoostpoolder, avvenuta negli anni quaranta del XX secolo.
Il villaggio fu quindi realizzato negli anni cinquanta del XX secolo su progetto di alcuni architetti di De Acht e Opbouw. Di questo gruppo facevano parte architetti famosi quali Gerrit Rietveld, Aldo van Eyck, Cornelis van Eesteren e Mien Ruys, architetti del progetto Het Nieuwe Bouwen.

## Architettura
Il villaggio è stato progettato in mezzo ad una cintura boschiva.
Presenta edifici moderni dal tetto piatto, realizzati attorno ad una sorta di parco in cui si trovano negozi, chiese e scuole.

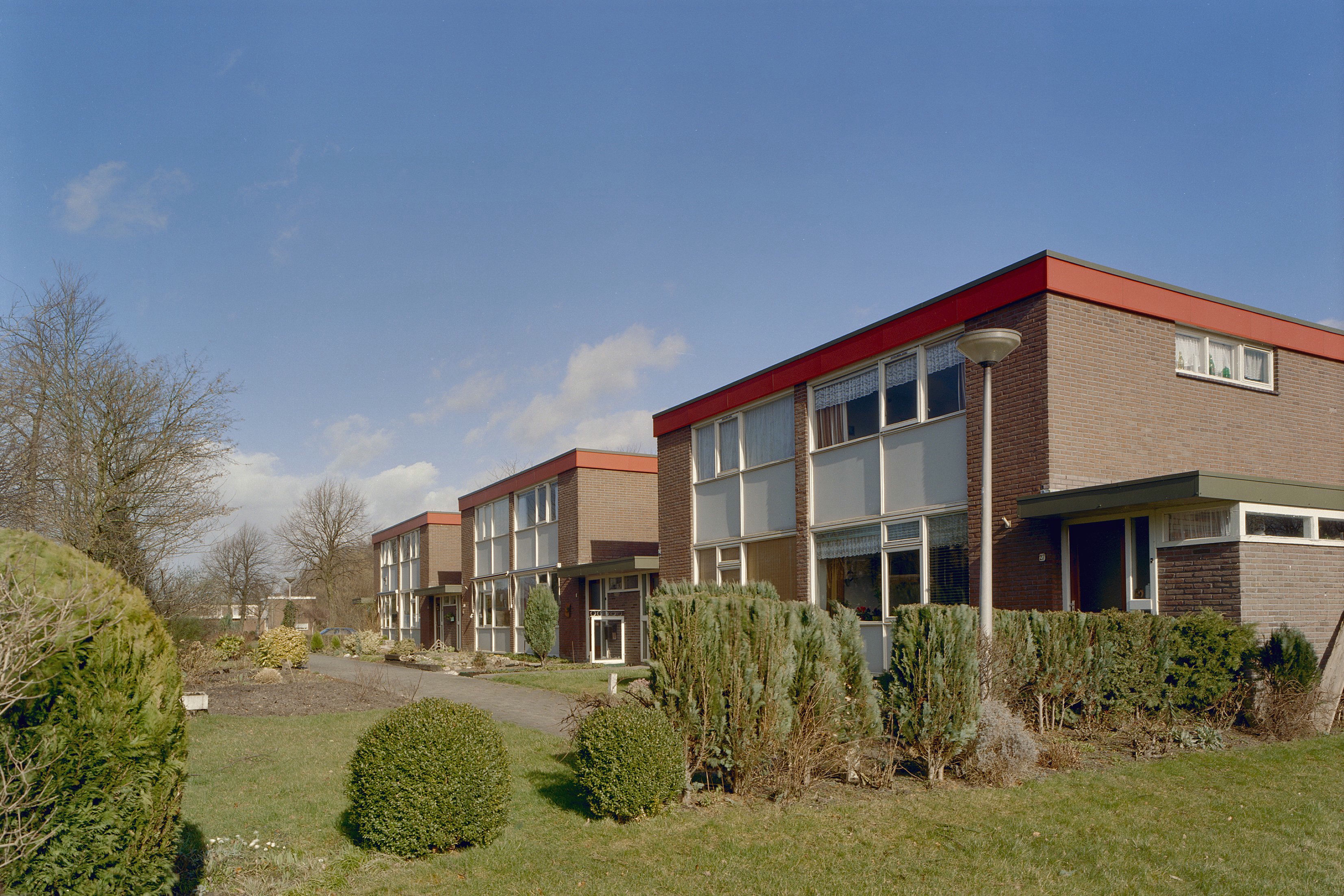
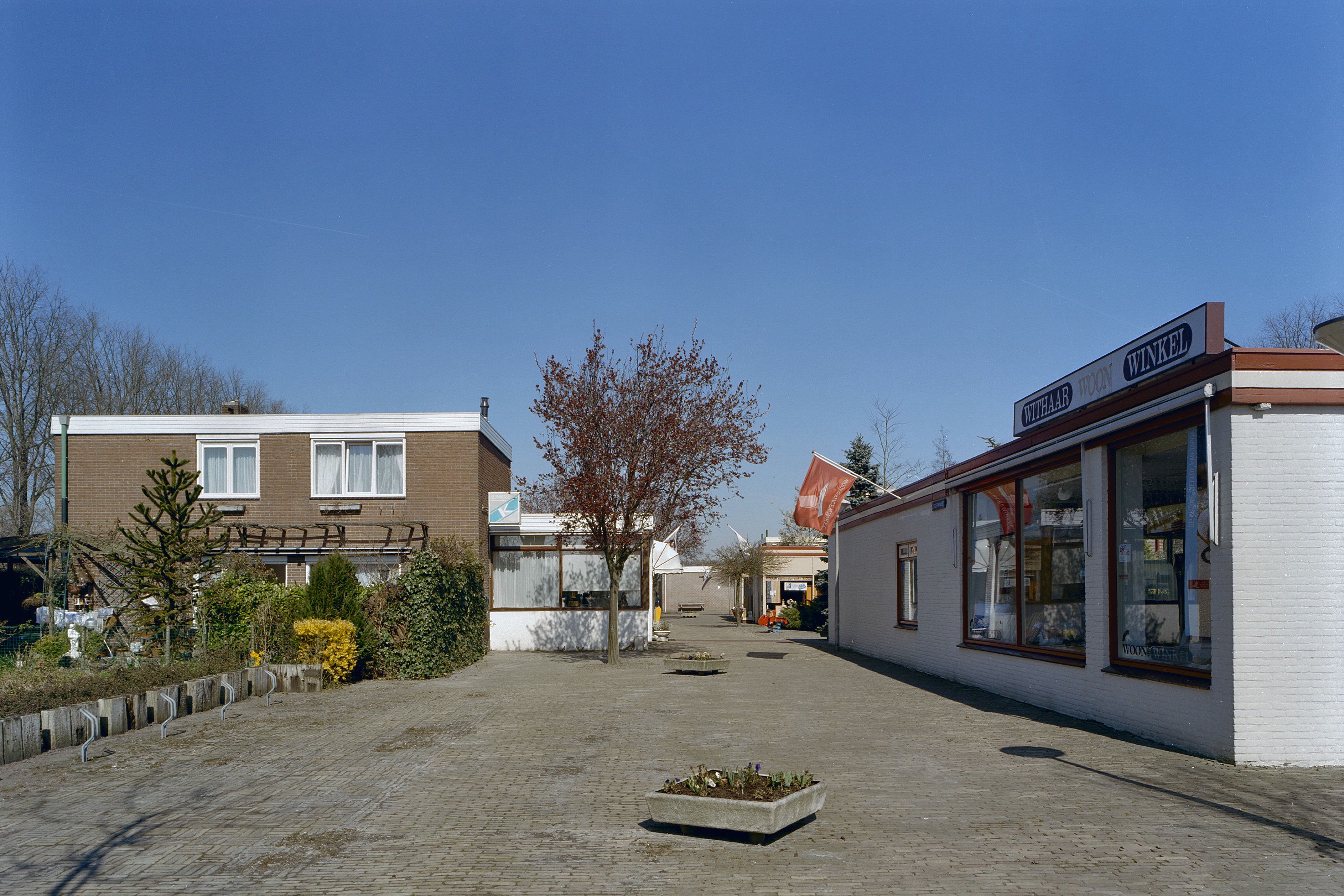
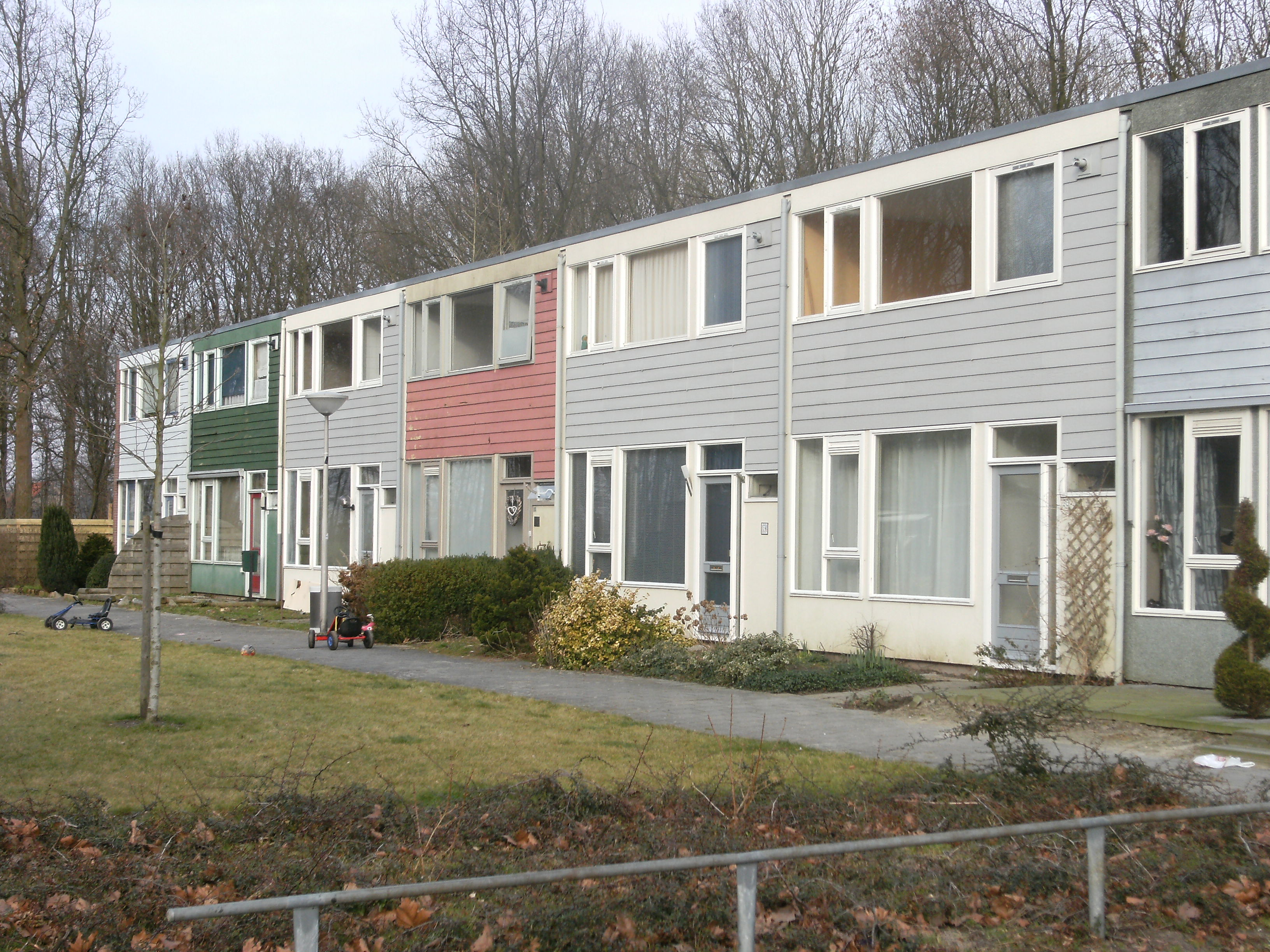
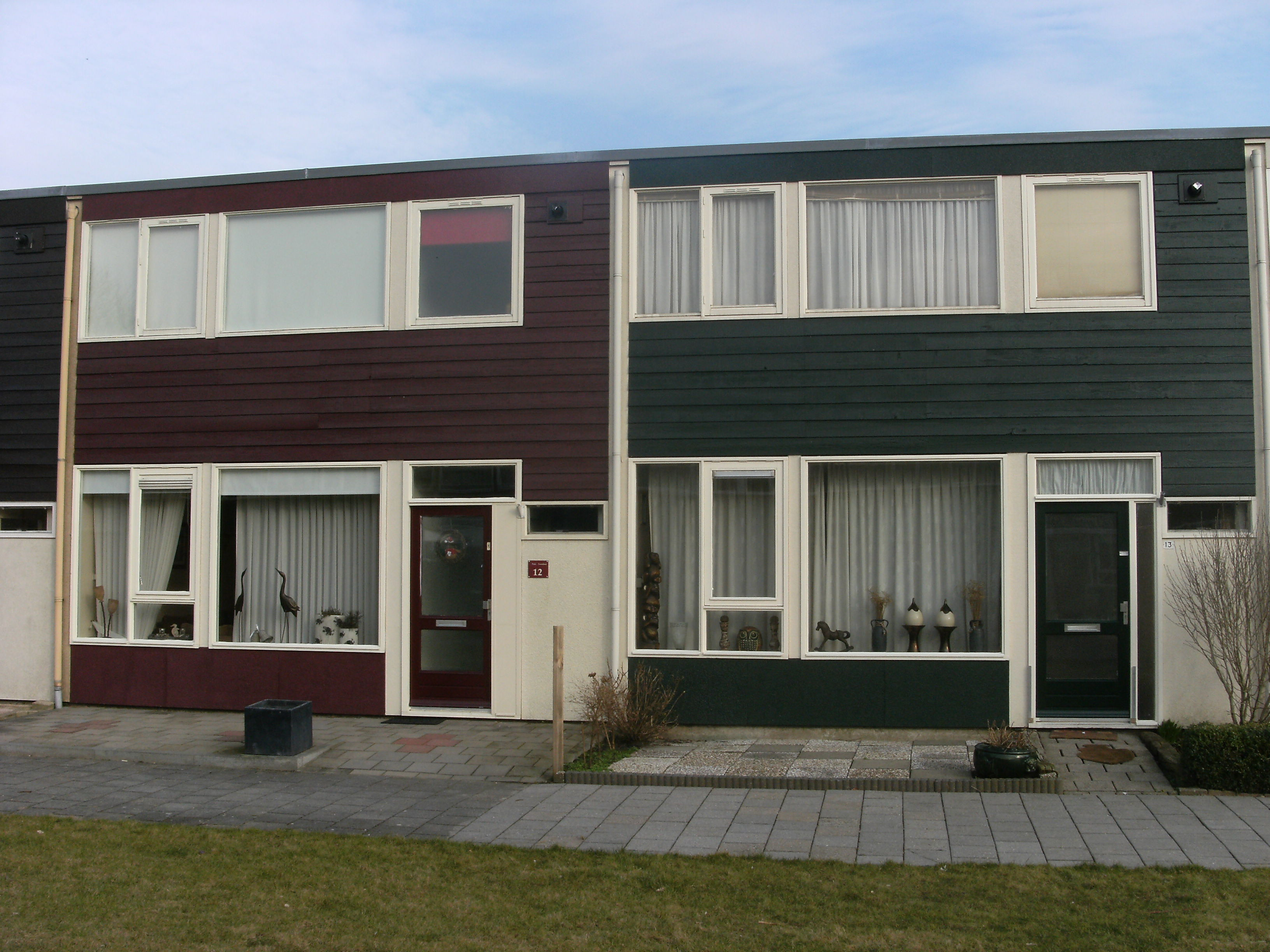
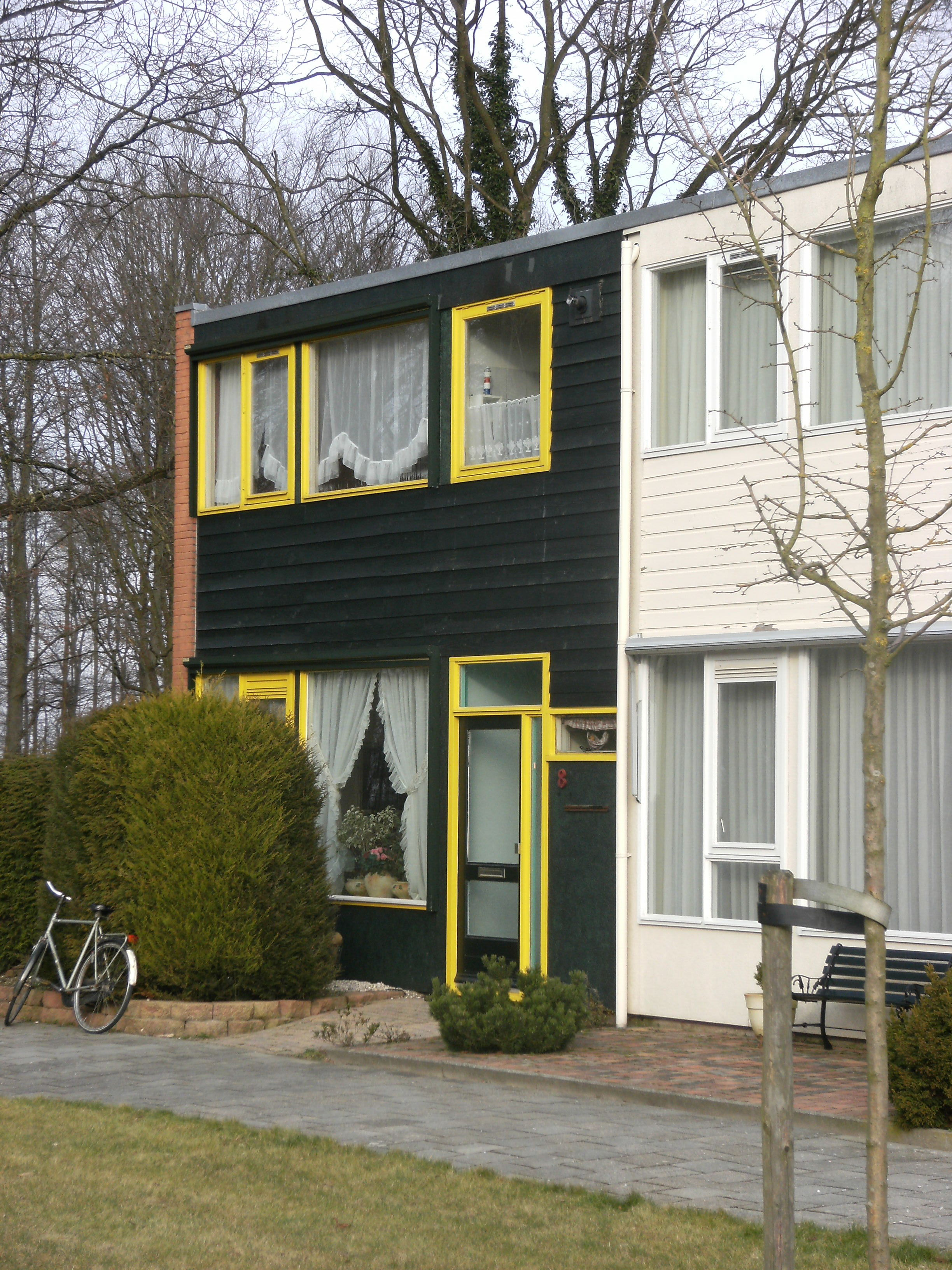

### Edifici e luoghi d'interesse
- Museum Nagele[6]